# Фобур
Фобу́р (фр. faubourg — пригород, от старофр. forsborc, от fors — вне, за пределами и borc — город) — исторически во Франции — пригороды, находящиеся за пределами городских стен. В настоящее время — просто пригород. В русском языке используется преимущественно во французских именах собственных.

## Париж

### Исторические районы

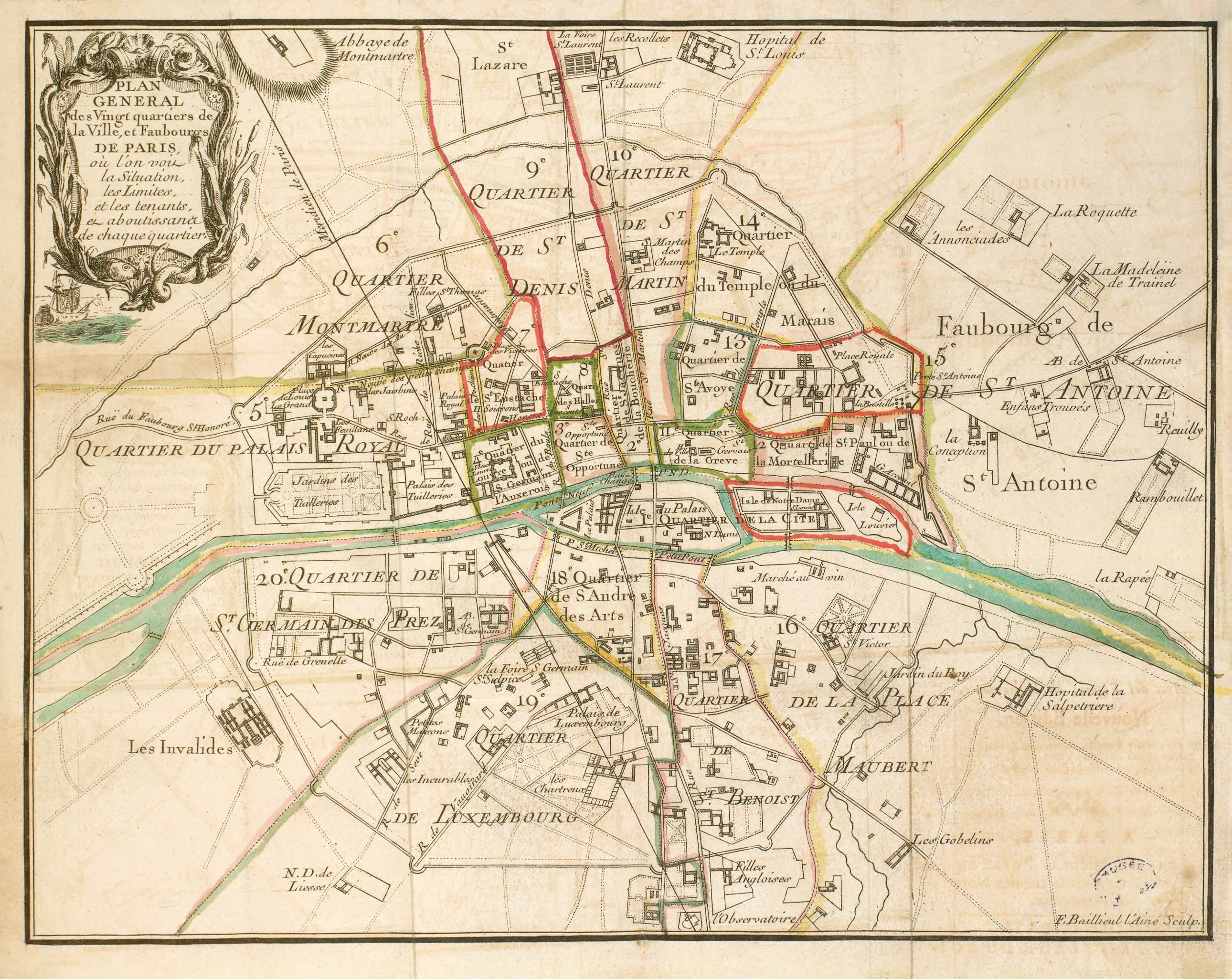
Карта кварталов и фобуров Парижа, 1742 год.

М. Ж. де Голль в своей книге «История Парижа и окрестностей» упоминает следующие фобуры, существовавшие в Париже на протяжении его истории:
- Фобур дю Руль (фр. faubourg du Roule) [2]
- Фобур дю Тампль (фр. faubourg du Temple) [3]
- Фобур Монмартр (фр. faubourg Montmartre) [4]
- Фобур Сен-Викто́р (фр., фр. faubourg Saint-Victor) [5]
- Фобур Сен-Дени́ (фр. faubourg Saint-Denis) [6]
- Фобур Сен-Жак (фр., фр. faubourg Saint-Jacques) [7]
- Фобур Сен-Жерме́н (фр., фр. faubourg Saint-Germain) [8]
- Фобур Сен-Марсе́ль (фр., фр. faubourg Saint-Marcel) [9]
- Фобур Сен-Марсо́ фр. faubourg Saint-Marceau) [10]
- Фобур Сен-Марте́н (фр. faubourg Saint-Martin) [11]
- Фобур Сент-Антуа́н (фр., фр. faubourg Saint-Antoine) [12]
- Фобур Сент-Оноре́ (фр., фр. faubourg Saint-Honoré) [13]

### Современные районы
Из 80 кварталов Парижа 2 содержат в своём названии слово фобур:
- Фобур-дю-Руль (фр., фр. Quartier du Faubourg-du-Roule) в VIII округе
- Фобур-Монмартр (фр., фр. Quartier du Faubourg-Montmartre) в IX округе

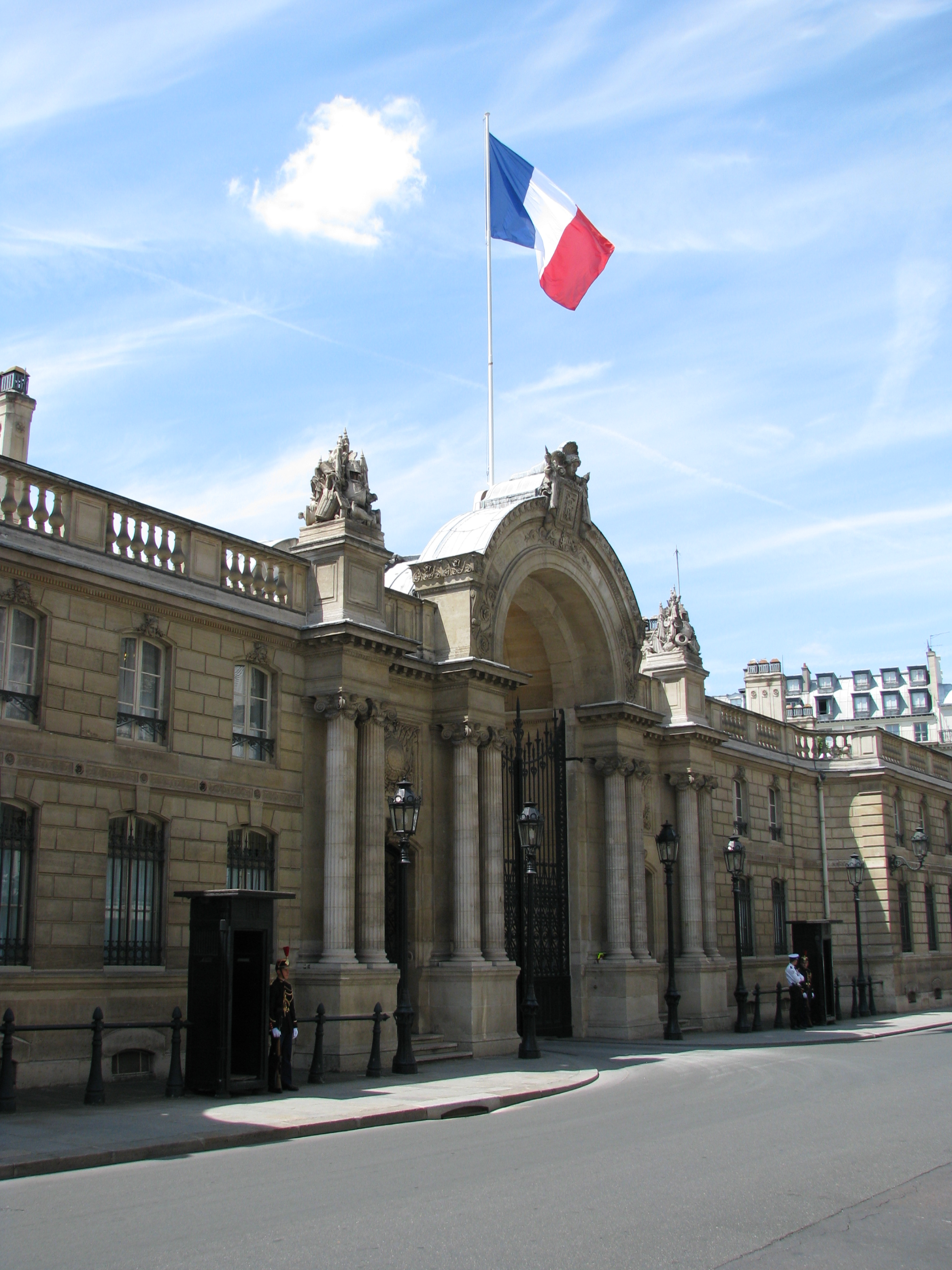
Елисейский дворец на улице Фобур Сент-Оноре.

### Улицы
В современном Париже 8 улиц имеют в составе своего названия слово фобур:
- Улица Фобур дю Тампль (фр., rue du Faubourg-du-Temple) в X и XI округах
- Улица Фобур Монма́ртр (фр., rue du Faubourg-Montmartre) в IX округе
- Улица Фобур Пуасонье́р (фр., rue du Faubourg-Poissonnière) в IX и X округах
- Улица Фобур Сен-Дени́ (фр., rue du Faubourg-Saint-Denis) в XV округе
- Улица Фобур Сен-Жак (фр., rue du Faubourg-Saint-Jacques) в XIV округе
- Улица Фобур Сен-Мартен (фр., rue du Faubourg-Saint-Martin) в X округе
- Улица Фобур Сент-Антуа́н (фр., rue du Faubourg-Saint-Antoine) в IX и X округах
- Улица Фобур Сент-Оноре в VIII округе — на этой улице в доме № 55 находится Елисейский дворец, резиденция Президента Франции

## В других городах
В некоторых других городах Франции также существуют улицы, содержащие в названии слово фобур, например:
- Ансьен Фобур де Вель (фр. Ancien Faubourg de Vesle) в Фиме, департамент Марна
- Ле Гран Фобур (фр. Le Grand Faubourg) в Гриньяне, департамент Дром
- Фобур Берсон (фр. Faubourg Berson) в Онфлёре, департамент Кальвадос
- Фобур де Франс (фр. Faubourg de France) в Бельфоре
- Фобур де Шешё (фр. Faubourg de Chécheux) в Шатобриане, департамент Атлантическая Луара

## Прочее
- Клуб дю Фобур — популярный в 1920—1930-е годах парижский культурно-политический дискуссионный клуб лево-либеральной направленности.
- «Фобур Сен-Мартен» (фр.) — фильм Жана-Клода Гиге (фр.), вышедший в 1986 году.